# Пекло (Штумський повіт)
Пекло (пол. Piekło) — село в Польщі, у гміні Штум Штумського повіту Поморського воєводства.
Населення — 333 особи (2011).
У 1975—1998 роках село належало до Ельблонзького воєводства.

## Демографія
Демографічна структура станом на 31 березня 2011 року:
|          | Загалом | Допрацездатний вік | Працездатний вік | Постпрацездатний вік |
| -------- | ------- | ------------------ | ---------------- | -------------------- |
| Чоловіки | 169     | 45                 | 112              | 12                   |
| Жінки    | 164     | 44                 | 104              | 16                   |
| Разом    | 333     | 89                 | 216              | 28                   |